# 베드란 즈르니치
베드란 즈르니치(크로아티아어: Vedran Zrnić, 1979년 9월 26일~)는 크로아티아의 핸드볼 선수로 포지션은 라이트윙이다. 현역 시절 국제 대회에 크로아티아 국가대표로 활약하여 2004년 하계 올림픽에서 금메달을 획득했다.